# جزایر چتم

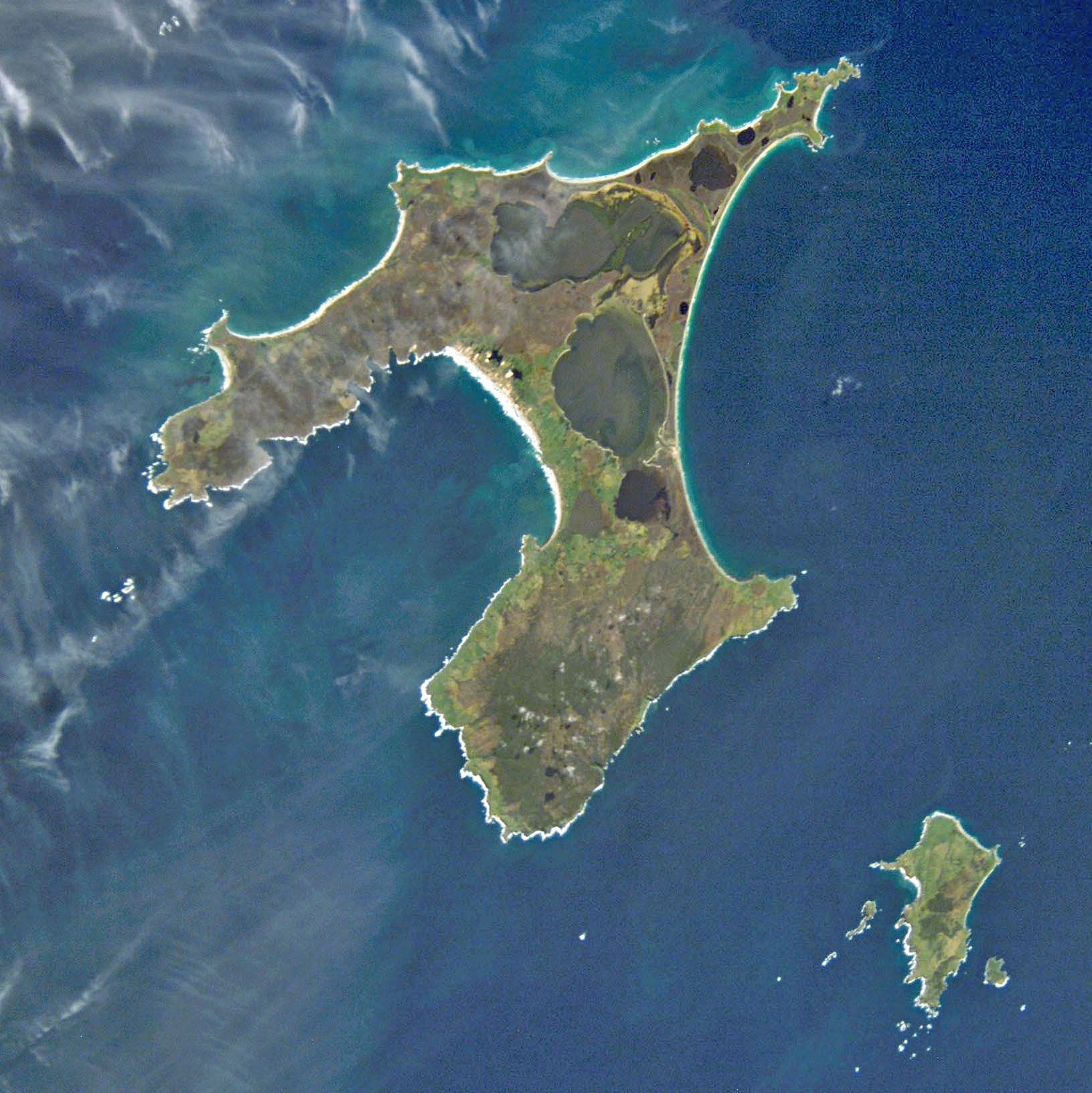
جزایر چتم از فضا. جزیره چتم بزرگ‌ترین، جزیره پیت دومین، و جزیره جنوب شرقی کوچک‌ترین در سمت راست پیت است.

جزایر چَتِم (به انگلیسی: Chatham Islands به مائوری: Rēkohu) مجمع الجزایری در اقیانوس آرام، ۶۸۰ کیلومتری (۴۲۳ مایل) جنوب شرقی سرزمین اصلی، نیوزیلند، متشکل از حدود ده جزیره در شعاع ۴۰ کیلومتر (۲۵ مایل) که بزرگ‌ترین آن‌ها جزیره چتم و جزیره پیت است.
این مجمع الجزایر به زبان بومی مائوری، Rēkohu ("خورشید مه‌آلود") و به زبان مائوری، Wharekauri نامیده می‌شود. موریورای مردم بومی جزایر چتم هستند، و همچنین اعضای قبیله Māori Ngāti Mutunga که در جزیره مستقر هستند. از سال ۱۸۴۲ رسماً بخشی از خاک نیوزیلند بوده است.

## جغرافیا
این جزایر در حدود ۴۳°۵۳′ جنوبی ۱۷۶°۳۱′ غربی / ۴۳٫۸۸۳°جنوبی ۱۷۶٫۵۱۷°غربی قراردارد، تقریباً در فاصله ۸۴۰ کیلومتر (۵۲۰ مایل) در شرق کرایست‌چرچ، نیوزیلند است. نزدیکترین نقطه سرزمین اصلی، نیوزیلند به جزایر چتم، کیپ تارنگان است که در شمال جزیره به فاصله ۶۵۰ کیلومتر (۴۰۰ مایل) قرار دارد. نزدیک‌ترین شهر، سرزمین اصلی، نیوزیلند به این جزایر هستینگز (نیوزلند) در ۶۹۷ کیلومتر (۴۳۰ مایل) در شمال غربی قرار دارد. در مجموع این جزایر ۹۶۶ کیلومتر مربع (۳۷۳ مایل مربع) را پوشش داده است، تقریباً تمام این مساحت را دو جزیره اصلی تشکیل می‌دهند.
این جزایر بر روی چتم رایز، بزرگ و نسبتاً کم‌عمق که زیر آب است، قرار دارند (بیشتر از ۱٬۰۰۰ متر یا ۳٬۲۸۱ فوت عمق هر نقطه آن نیست) بخشی از قاره زلاندنیا که امتداد آن از شرق تا نزدیکی جزیره جنوبی (نیوزیلند) است. جزایر چتم، که تنها در چهار میلیون سال پیش پدید آمده است، تنها بخشی از چتم رایز است که بالاتر از سطح دریا نمایان است.
جزیره چتم آنتی پود (نقطه مقابل) شهرستان ارو، فرانسه (ناحیه لانگداک روسیون) است.
در این جزایر پر از تپه با سواحل ترکیبی گوناگون شامل صخره‌ها و تلماسه، سواحل ماسه‌ای و تالاب‌ها وجود دارد. پیت نسبت به چتم (Rekohu) ناهموارتر است، اگر چه بلندترین نقطه (۲۹۹ متر یا ۹۸۱ فوت) بر روی فلاتی در نزدیکی جنوبی‌ترین نقطه جزیره اصلی، که به وسیله تالاب‌ها و دریاچه‌های متعدد مشخص شده، واقع شده است، بخصوص تالاب بزرگ تی وانگا لاگون و نیز هورو و رانگیتاهی. آب و هوای سرد، مرطوب، و بادخیز با متوسط دمای بین ۵ تا ۱۰ درجه سانتی گراد (۴۱ تا۵۰ درجه فارنهایت) در ماه ژوئیه، زمستان نیم کره جنوبی را تشکیل می‌دهد.
چتم و پیت تنها جزایر مسکونی هستند در عوض جزایر کوچک باقی‌مانده جزء ذخایر حفاظت‌شدهٔ طبیعی هستند و محصور یا دسترسی به آن‌ها ممنوع می‌باشد. معیشت ساکنان وابسته به کشاورزی است، در حال حاضر جزیره به عنوان صادرکننده خرچنگ خاردار آب‌های سرد شناخته‌شده و همچنین رشد فزاینده گردشگری داشته است.
نام جزایر اصلی، که در رتبه‌بندی تصرفات هستند:
| نام             | نام موریوری | نام مائوری  | توضیحات                                                                     |
| --------------- | ----------- | ----------- | --------------------------------------------------------------------------- |
| جزیره چتم       | Rekohu      | Wharekauri  |                                                                             |
| جزیره پیت       | Rangiaotea  | Rangiauria  |                                                                             |
| جزیره جنوب شرقی | Rangatira   | Rangatira   |                                                                             |
| The Fort        | Mangere     | Mangere     | نام مائوری جایگزین نام انگلیسی این جزیره است.                               |
| Little Mangere  | ناشناخته    | Tapuenuku   |                                                                             |
| Star Keys       | Motuhope    | Motuhope    |                                                                             |
| The Sisters     | Rangitatahi | Rangitatahi | در ۱۶ کیلومتری (۹٫۹مایل) شمال کیپ پتیسون، دماغه‌ای در بخش شمال غرب جزیره چتم |
| Forty-Fours     | Motchuhar   | Motuhara    | شرقی‌ترین نقطه نیوزیلند، در حدود ۵۰ کیلومتری (۳۱ مایل) از جزیره چتم          |

### آب و هوا
جزایر چتم دارای اقلیم اقیانوسی، با دامنه دمای محدود و بارش نسبتاً مکرر است.
| داده‌های اقلیم جزایر چتم (۱۹۸۱−۲۰۱۰) | داده‌های اقلیم جزایر چتم (۱۹۸۱−۲۰۱۰) | داده‌های اقلیم جزایر چتم (۱۹۸۱−۲۰۱۰) | داده‌های اقلیم جزایر چتم (۱۹۸۱−۲۰۱۰) | داده‌های اقلیم جزایر چتم (۱۹۸۱−۲۰۱۰) | داده‌های اقلیم جزایر چتم (۱۹۸۱−۲۰۱۰) | داده‌های اقلیم جزایر چتم (۱۹۸۱−۲۰۱۰) | داده‌های اقلیم جزایر چتم (۱۹۸۱−۲۰۱۰) | داده‌های اقلیم جزایر چتم (۱۹۸۱−۲۰۱۰) | داده‌های اقلیم جزایر چتم (۱۹۸۱−۲۰۱۰) | داده‌های اقلیم جزایر چتم (۱۹۸۱−۲۰۱۰) | داده‌های اقلیم جزایر چتم (۱۹۸۱−۲۰۱۰) | داده‌های اقلیم جزایر چتم (۱۹۸۱−۲۰۱۰) | داده‌های اقلیم جزایر چتم (۱۹۸۱−۲۰۱۰) |
| ماه                                 | ژانویه                              | فوریه                               | مارس                                | آوریل                               | مه                                  | ژوئن                                | ژوئیه                               | اوت                                 | سپتامبر                             | اکتبر                               | نوامبر                              | دسامبر                              | سال                                 |
| ----------------------------------- | ----------------------------------- | ----------------------------------- | ----------------------------------- | ----------------------------------- | ----------------------------------- | ----------------------------------- | ----------------------------------- | ----------------------------------- | ----------------------------------- | ----------------------------------- | ----------------------------------- | ----------------------------------- | ----------------------------------- |
| میانگین بیش‌ترین °C (°F)             | ۱۷٫۹ (۶۴)                           | ۱۸٫۲ (۶۵)                           | ۱۷٫۱ (۶۳)                           | ۱۴٫۹ (۵۹)                           | ۱۳٫۰ (۵۵)                           | ۱۱٫۳ (۵۲)                           | ۱۰٫۵ (۵۱)                           | ۱۱٫۰ (۵۲)                           | ۱۱٫۹ (۵۳)                           | ۱۳٫۱ (۵۶)                           | ۱۴٫۴ (۵۸)                           | ۱۶٫۴ (۶۲)                           | ۱۴٫۱ (۵۷)                           |
| میانگین روزانه °C (°F)              | ۱۴٫۹ (۵۹)                           | ۱۵٫۲ (۵۹)                           | ۱۴٫۳ (۵۸)                           | ۱۲٫۴ (۵۴)                           | ۱۰٫۶ (۵۱)                           | ۹٫۱ (۴۸)                            | ۸٫۲ (۴۷)                            | ۸٫۶ (۴۷)                            | ۹٫۴ (۴۹)                            | ۱۰٫۶ (۵۱)                           | ۱۱٫۷ (۵۳)                           | ۱۳٫۵ (۵۶)                           | ۱۱٫۵ (۵۳)                           |
| میانگین کم‌ترین °C (°F)              | ۱۱٫۹ (۵۳)                           | ۱۲٫۳ (۵۴)                           | ۱۱٫۵ (۵۳)                           | ۹٫۹ (۵۰)                            | ۸٫۱ (۴۷)                            | ۶٫۸ (۴۴)                            | ۵٫۹ (۴۳)                            | ۶٫۲ (۴۳)                            | ۶٫۹ (۴۴)                            | ۸٫۰ (۴۶)                            | ۹٫۱ (۴۸)                            | ۱۰٫۷ (۵۱)                           | ۹٫۰ (۴۸)                            |
| بارندگی میلی‌متر (اینچ)              | ۵۴٫۹ (۲٫۱۶)                         | ۶۳٫۹ (۲٫۵۲)                         | ۸۴٫۷ (۳٫۳۳)                         | ۷۵٫۷ (۲٫۹۸)                         | ۸۷٫۹ (۳٫۴۶)                         | ۱۰۷٫۸ (۴٫۲۴)                        | ۸۴٫۷ (۳٫۳۳)                         | ۸۴٫۴ (۳٫۳۲)                         | ۷۱٫۱ (۲٫۸)                          | ۶۳٫۴ (۲٫۵)                          | ۶۶٫۷ (۲٫۶۳)                         | ۶۶٫۳ (۲٫۶۱)                         | ۹۱۱٫۳ (۳۵٫۸۸)                       |
| میانگین روزهای بارانی (≥ ۱.۰ mm)    | ۷٫۹                                 | ۷٫۷                                 | ۱۱٫۳                                | ۱۱٫۱                                | ۱۴٫۴                                | ۱۶٫۰                                | ۱۴٫۸                                | ۱۴٫۵                                | ۱۱٫۹                                | ۱۱٫۲                                | ۹٫۸                                 | ۹٫۴                                 | ۱۴۰٫۱                               |
| درصد رطوبت                          | ۸۲٫۲                                | ۸۳٫۵                                | ۸۳٫۲                                | ۸۳٫۴                                | ۸۵٫۷                                | ۸۵٫۸                                | ۸۶٫۹                                | ۸۵٫۸                                | ۸۳٫۴                                | ۸۴٫۰                                | ۸۲٫۵                                | ۸۲٫۷                                | ۸۴٫۱                                |
| میانگین روزانه ساعت‌های تابش آفتاب   | ۱۹۱٫۳                               | ۱۴۵٫۵                               | ۱۲۴٫۲                               | ۱۰۶٫۳                               | ۸۱٫۲                                | ۶۱٫۸                                | ۷۴٫۴                                | ۱۰۱٫۰                               | ۱۰۹٫۱                               | ۱۲۹٫۷                               | ۱۴۸٫۹                               | ۱۶۴٫۰                               | ۱٬۴۳۷٫۳                             |
| منبع: NIWA Science climate data     |                                     |                                     |                                     |                                     |                                     |                                     |                                     |                                     |                                     |                                     |                                     |                                     |                                     |

## تاریخ
موریوری

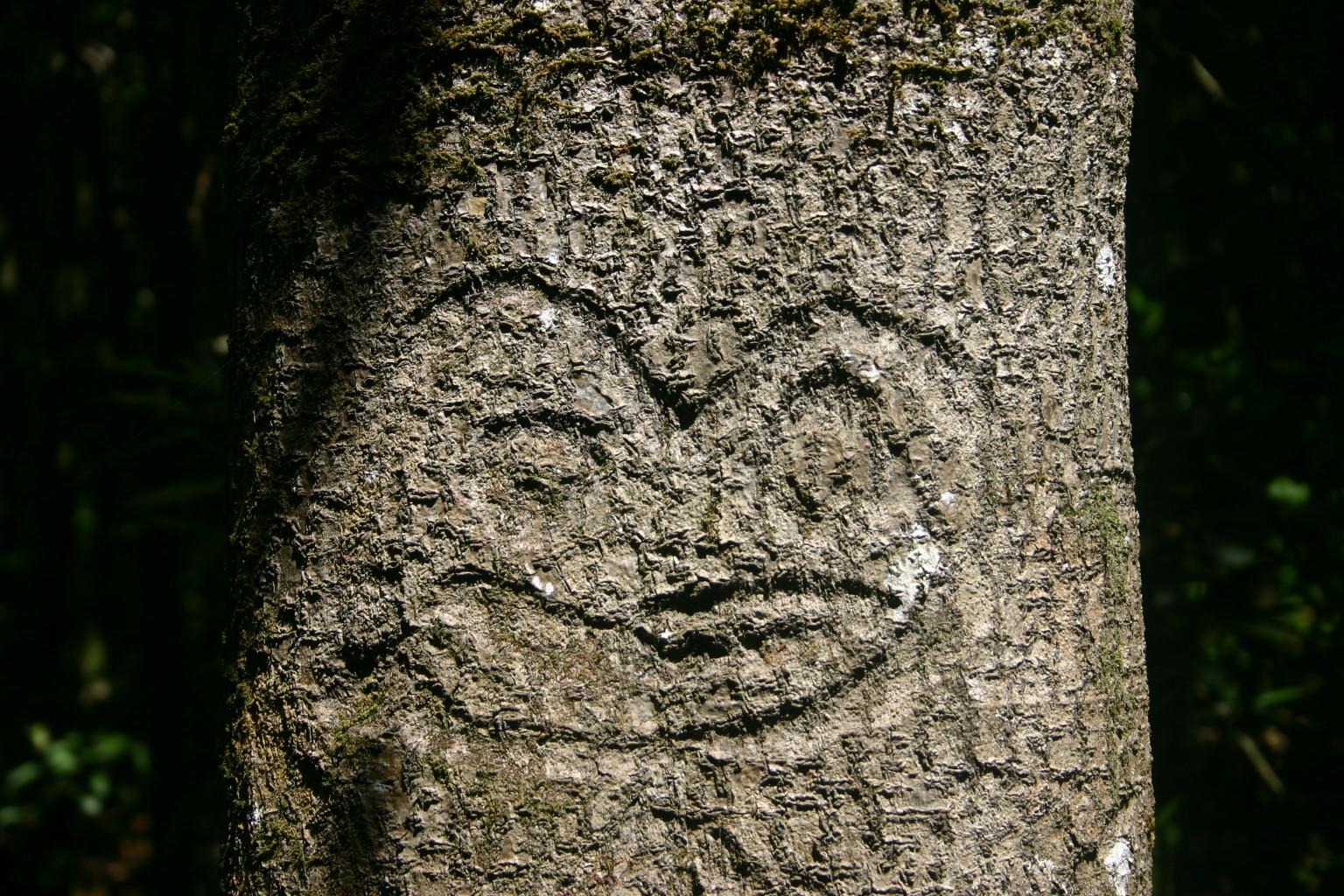
کنده کاری موریوری روی درخت یا دندروگلیف، کشف‌شده در جزایر چتم

نخستین انسان‌های ساکن چتم، قبایل اهل جزایر پلینزی بودند که تقریباً در سال ۱۵۰۰ د.م در جزایر سکنی گزیدند و در انزوایشان موریوری شدند. باور پیشین که در سال ۱۸۰۰ م به وجود آمد این بود که موریوری واقعی بیشترشان به صورت مستقیم از جزایر شمالی تر پلینزی به وسیله نیاکان مائوری از نیوزیلند تنها برای سکنی گزیدن مهاجرت کرده‌اند. با این حال، در عوض تحقیقات زبان‌شناسی نشان می‌دهد که نیاکان موریوری، آوارگان مائوری از نیوزیلند بودند.

## ویزگی‌ها
جزایر چتم ۶۰۰ نفر جمعیت دارد و ۲۹۴ متر بالاتر از سطح دریا واقع شده است.